# 乌巴尔代斯科·巴尔迪
乌巴尔代斯科·巴尔迪（義大利語：Ubaldesco Baldi，1944年7月13日—1991年6月13日），意大利男子射击运动员，主攻飞碟项目。他曾代表意大利参加1976年夏季奥林匹克运动会射击比赛，获得不定向飞靶铜牌。